# Долна-Мелна
Долна-Мелна (болг. Долна Мелна) — село в Болгарии. Находится в Перникской области, входит в общину Трын. Население составляет 23 человека.

## Политическая ситуация
Долна-Мелна подчиняется непосредственно общине и не имеет своего кмета.
Кмет (мэр) общины Трын — Станислав Антонов Николов (Граждане за европейское развитие Болгарии (ГЕРБ)) по результатам выборов.